# The Second Face
Pour plus de détails, voir Fiche technique et Distribution.
The Second Face est un film américain réalisé par Jack Bernhard, sorti en 1950.

## Synopsis
La vie de Phyllis Holmes (Ella Raines) est radicalement changée à la suite d'une opération de chirurgie esthétique.

## Fiche technique
- Réalisation : Jack Bernhard
- Scénario : Eugene Vale
- Producteur : Edward Leven
- Société de production : EJL Productions, Inc.
- Société de distribution : Eagle-Lion Classics
- Maquillage : Perc Westmore
- Genre : Film dramatique
- Durée : 77 minutes
- Date de sortie: 
  - États-Unis : 1er décembre 1950

## Distribution
- Ella Raines : Phyllis Holmes
- Bruce Bennett : Paul Curtis
- Rita Johnson : Claire Elwood
- John Sutton : Jerry Allison
- Patricia Knight : Lynn Hamilton
- Roy Roberts : Allan Wesson
- Jane Darwell : Mrs. Lockridge
- Paul Cavanagh : Todd Williams
- Frances Karath : Annie Curtis
- Mauritz Hugo : Dr. Vaughn
- Pierre Watkin : Mr. Hamilton
- Charles Lane : Mr. West
- Grandon Rhodes : Floyd Moran